# Frank Murphy
Frank Murphy (13. april 1890 – 19. juli 1949) var en amerikansk politiker.
Murphy var borgmester af Detroit (1930-33), den sidste generalguvernør af Filippinerne (1933-35), guvernør af Michigan (1937-39), og højesteretsdommer (1940-49).